# Altaite
La altaite è un minerale, un tellururo di piombo appartenente al gruppo della galena.
Il nome deriva dai Monti Altai, in Russia.
Descritta per la prima volta da Gustav Rose (1798-1873), mineralogista tedesco, nel 1837.

## Abito cristallino
Cristalli cubici e ottaedrici

## Origine e giacitura
L'origine del minerale è idrotermale. La paragenesi è con argento, oro, galena e tetraedrite.

## Forma in cui si presenta in natura
Si presenta in cristalli, varie forme granulari, massiva

## Caratteri fisico-chimici
È settile (facilmente tagliabile in sottili lamine). In tubo aperto dà un sublimato bianco. Solubile in HNO3 e H2SO4. Rispetto alla galena ha un colore più chiaro e densità più elevata.

## Località di ritrovamento
A Zavodinsk e a Stepnjak nel Kazakistan; a Sacarimb, in Romania; nella Stanislaus Mine, in California e a Coquimbo, nel Cile

## Utilizzi
Quando è in giuste quantità, è un minerale utile per l'estrazione di tellurio.